# По той бік (фільм, 1958)
Про американський науково-фантастичний серіал див. По той бік (телесеріал)
«По той бік» (рос. «По ту сторону») — радянський художній фільм, знятий в 1958 році режисером Федором Філіпповим на кіностудії «Мосфільм».

## Сюжет
Комсомольці Матвєєв і Безайс, направляються через лінію фронту в партизанський штаб. У Хабаровську Матвєєв хоче зустрітися з комсомолкою Лізою, в яку закоханий, проте в дорозі він втрачає ногу внаслідок важкого поранення. Ліза відмовляється від Матвєєва, дізнавшись про його інвалідність, але його віддано кохає дівчина Варя, яку він врятував від рук анархістів. Матвєєв гине від кулі патруля, розклеюючи агітаційні листівки.

## У ролях
- Всеволод Сафонов —  Матвєєв
- Юрій Пузирьов —  Безайс
- Людмила Касаткіна —  Варя
- Євген Шутов —  солдат
- Володимир Ємельянов —  Нікола
- Сергій Філіппов —  Майба
- Олена Муратова —  Ліза
- Григорій Бєлов —  лікар
- Сергій Калінін —  Жуканов
- Вадим Захарченко —  білогвардійський офіцер
- Олександр Лебедєв —  анархіст
- Любов Студнєва — мати Варі
- Віра Алтайська — офіціантка
- Володимир Борискін — анархіст
- Віра Вишнякова — епізод
- Л. Хованська — епізод
- Б. Трофімов — епізод
- Валентина Куценко — медсестра
- Є. Перфільєва — епізод
- Леонід Глушаєв — Костік
- Геннадій Юхтін — комендант залізничної станції
- Валентин Брилєєв — анархіст
- Кларіна Фролова-Воронцова — глядачка
- Павло Волков — підпільник
- Олександра Денисова — стара
- Анна Заржицька — мати Лізи
- Гавриїл Бєлов — старий-анархіст
- Вікторія Чаєва — епізод
- Михайло Трояновський — епізод

## Знімальна група
- Режисер — Федір Філіппов
- Сценаристи — Олексій Сімуков, Цецилія Кін
- Оператор — Леонід Крайненков
- Композитор — Олександра Пахмутова
- Художник — Євген Черняєв
- Текст пісень: Лев Ошанін
- Звукорежисер: Олександр Павлов
- Монтаж: Всеволод Массіно